# Іриней Вігоринський
Іриней Вігоринський (порт. Irineu Vihorenskei; справжнє прізвище Крутій, хресне ім'я Йосиф, також Осип; 4 квітня 1893, Боляновичі — 4 березня 1969, Прудентополіс, Бразилія) — український церковний діяч у Галичині й Бразилії, ієромонах-василіянин, педагог, редактор; перед вступом до монастиря — поручник австро-угорської армії і сотник Української галицької армії.

## Життєпис
Народився 4 квітня 1893 року в селі Боляновичі Мостиського повіту Королівства Галчини та Володимирії Австро-Угорщини (нині Яворівського району Львівської області). Закінчив шість класів Перемишльської української державної чоловічої гімназії. З вибухом війни у 1914 році був мобілізований до австро-угорської армії: воював на італійському, французькому і російському фронтах, отримав звання оберлейтенанта (поручника). Після розпаду Австро-Угорщини перейшов до Української галицької армії, де у званні сотника воював проти поляків на заході України і проти більшовиків на Наддніпрянщині, після т. зв. «чотирикутника смерті» потрапив у польський полон (1920–1921).
Звільнившись із полону, 19 травня 1921 року вступив до Василіянського Чину на новіціят у Крехівський монастир. На облечинах отримав ім'я Іван. Перші обіти склав 14 січня 1923 року. Вивчав філософію у Лаврівському та Кристинопільському монастирях, а богослов'я у Львівській духовній семінарії (1924–1927). 17 січня 1926 року склав вічні обіти, під час яких змінив монаше ім'я на Іриней. Священничі свячення отримав 25 липня 1926 року з рук митрополита Андрея Шептицького.
Після висвячення отримав призначення на професора василіянських студентів гуманістичних курсів у Лаврівському монастирі, де упродовж 1927–1930 років викладав німецьку мову і літературу, загальну історію та історію України. Працював у читальнях «Просвіти» в Лаврові та околицях. Змінив тоді прізвище на Вігоринський, щоб уникнути постійних переслідувань польської влади, яка знала його як сотника української армії. У 1930–1933 роках був сотрудником та катехитом у Жовкві, потім коротко у Гошівському монастирі, а навесні 1934 року переїхав до Улашківського монастиря, де був сотрудником до 1937 року. В 1937 році самовільно перейшов до монахів Студійського Уставу в Унівську лавру, але у 1939 році знову повернувся до василіян. Із початком німецько-радянської війни у 1942 році їздив на схід і північ України: у Харків, Київ, Житомир, Рівне, Хмельницький з метою започаткувати душпастирські станиці між розсіяними по цих містах греко-католиками. Зазнав переслідування від гестапо, встиг виїхати на Захід і до Відня, а 1947 року до Рима і там від Головної управи ЧСВВ отримав призначення до Бразилії. У Бразилії працював редактором тижневика «Праця» і календарів «Праці» та місячника «Український Місіонар в Бразилії».
Помер 4 березня 1969 року в м. Прудентополіс і був похований на Прудентопільському василіянському цвинтарі.

## Публікації
Окрім «Праці» і «Місіонаря», дописував до українських часописів США, Канади, Німеччини та Великої Британії: «Логос», «Шлях», «Християнський Голос», «Українські вісті», «Світло», «Українська думка».
- «Видавництво ОО. Василіян в Жовкві. Видавнича й друкарська діяльність ОО. Василіян в Жовкві» // Калєндар Місіонаря на рік 1932, Жовква 1931. — С. 67—72.
- «Календарне питання в добі Берестейської Унії» // Добрий Пастир, VII, Станиславів 1937. — С. 143—150,
- «Свята Софія в Києві й Нерушима стіна України» // Логос, VIII, Йорктон 1957. — С. 204—209, 265—276,
- «Подружні звичаї давним давно в Україні» // Логос, ХІІІ, Йорктон 1962. — С. 64—71,
- «Католицька думка в Східній Україні в середині ХІХ ст.» // Логос, ХІІІ, Йорктон 1962. — С. 219—227, 289—303,
- «Ірасема в історичному розвитку в 1895—1958 рр. [Архівовано 16 січня 2021 у Wayback Machine.]» (Прудентополіс 1958).